# Zaręba

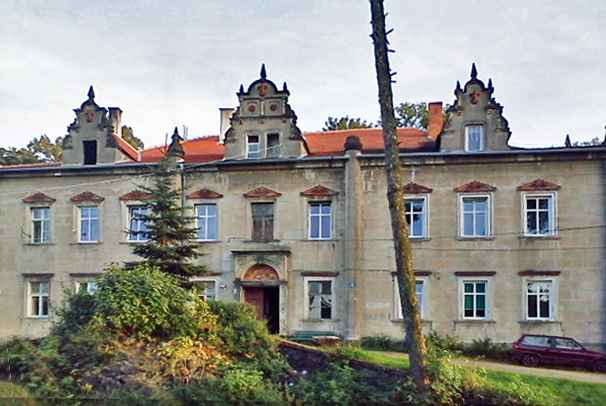
Schloss Nieder Lichtenau

Zaręba (deutsch Lichtenau) ist ein Ortsteil der Landgemeinde Siekierczyn (Geibsdorf) im Powiat Lubański in der Woiwodschaft Niederschlesien in Polen. Es liegt an der Woiwodschaftsstraße 357, vier Kilometer südöstlich von Siekierczyn. Bis 1815 gehörte es zur Oberlausitz, anschließend wurde es der preußischen Provinz Schlesien angegliedert.

## Geschichte
Lichtenau wurde im 13. Jahrhundert gegründet. Es gehörte zur Oberlausitz, mit der es 1329 an die Krone Böhmen und 1635 an das Kurfürstentum Sachsen gelangte. Zunächst war es im Besitz des thüringischen Rittergeschlechts Salza. Ende des 16. Jahrhunderts wurde es in Nieder Lichtenau und Ober Lichtenau geteilt.
Nieder Lichtenau verblieb auch nach der Teilung weiterhin im Besitz des Adelsgeschlechts Salza, von dem es 1783 an die Grafen von Redern gelangte. Anfang des 19. Jahrhunderts war es im Besitz der Hochberg, die es 1817 dem Franz von Giersberg verkauften. Um diese Zeit brannte das Schloss Nieder Lichtenau aus. Es wurde nach 1840 unter Hugo von Seifert wiederaufgebaut und um einen Park erweitert. Nachfolgend kam es zu häufigen Besitzerwechseln.

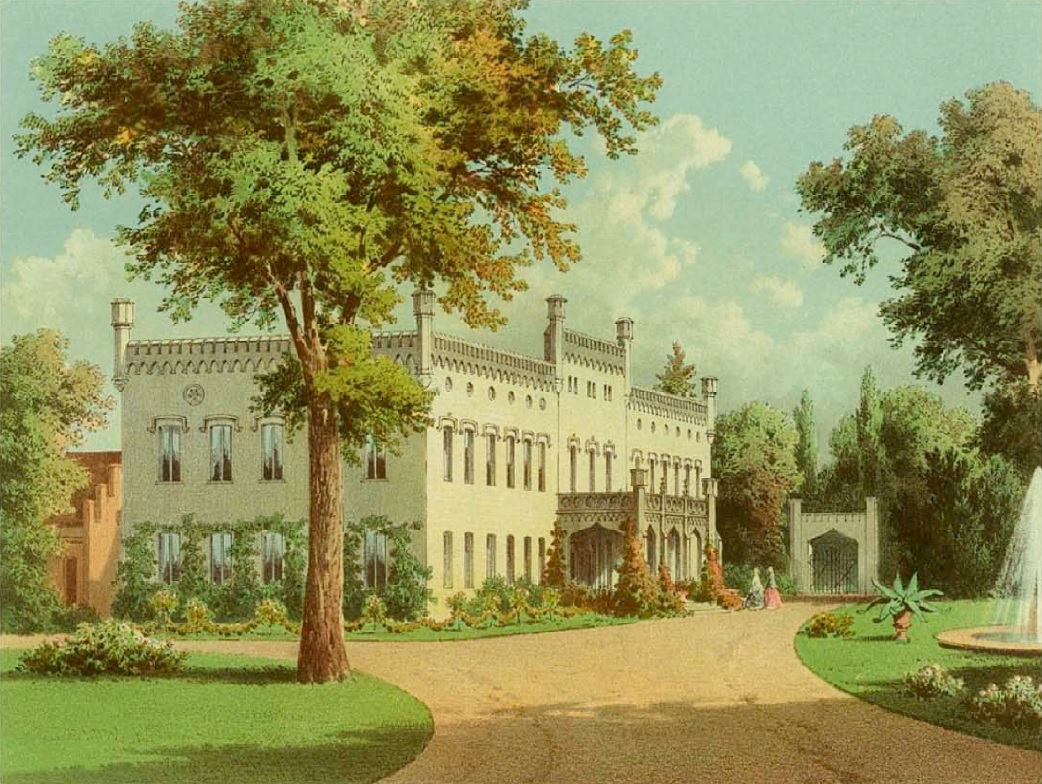
Rittergut Ober-Lichtenau, Sammlung Alexander Duncker

Ober Lichtenau, zu dem die Kolonie Schreiberbach gehörte, war zunächst im Besitz derer von Eberhard. Nach dem Tod des Michael von Eberhard 1632 gelangte es 1651 durch Heirat an den Landesältesten Heinrich Sigmund von Debschitz, der Ober Lichtenau in ein Erb-Allodgut verwandelte. 1684/85 veranlasste er einen grundlegenden Umbau der Ober Lichtenauer Kirche. 1696 verkaufte er Ober Lichtenau an Ferdinand Adolph von Loeben auf Schwerta. Christoph Albert von Loeben errichtete auf Ober Lichtenauer Grund für schlesische Exulanten die Siedlungen Augustenthal (seit 1945 Ponikowa) und Löbenlust (seit 1945 Wesołówki). 1785 wurde Ober Lichtenau von Albrecht Ludwig Erdmann von Redern erworben. Nach weiteren Besitzerwechseln gehörte es 1859 dem Julius von Bierbaum, der das ruinierte Schloss Ober Lichtenau wiederaufbaute. Er vererbte Ober Lichtenau seiner Tochter Louise, die mit dem Freiherrn Bruno von Steinäcker vermählt war.
Bereits nach dem Wiener Kongress 1815 war Lichtenau, das bis dahin zum Weichbild Lauban gehört hatte, zusammen mit der Ostoberlausitz an Preußen gefallen, von dem es an die preußische Provinz Schlesien angeschlossen wurde. 1816 wurde es dem neu errichteten Landkreis Lauban eingegliedert, mit dem es bis 1945 verbunden blieb.
1865 wurde Lichtenau an eine Teilstrecke der Schlesischen Gebirgsbahn angeschlossen. Der Bahnhof befand sich in der Nähe des Schlosses, die Fahrzeit bis Lauban betrug im Jahr 1939 6 Minuten.
Der 1874 errichtete Amtsbezirk Lichtenau bestand aus den Landgemeinden Nieder Lichtenau und Ober Lichtenau sowie den gleichnamigen Gutsbezirken.
Zu einem wirtschaftlichen Aufschwung kam es ab der Mitte des 19. Jahrhunderts durch den bergmännischen Abbau der ergiebigen Braunkohlenlager. 1871 wurde die AG für Braunkohlenverwertung «Glückauf» gegründet, die 1873 das Bergwerk «Vereins-Glück» und 1899 die «Kaiser-Wilhelm-Grube» aufkaufte. Zwischen 1892 und 1904 nahm die AG für Braunkohlenverwertung zwei Brikettfabriken in Betrieb. Wegen der Erschöpfung der Flöze und nach Wassereinbrüchen ging die Kohlenförderung nach 1925 zurück. 1939 hatte Ober Lichtenau 1592, Nieder Lichtenau 346 Einwohner.
Als Folge des Zweiten Weltkriegs fiel Lichtenau 1945 mit dem größten Teil Schlesiens an Polen und wurde in «Zaręba» umbenannt. Die deutsche Bevölkerung wurde, soweit sie nicht schon vorher geflohen war, weitgehend vertrieben. Die neu angesiedelten Bewohner waren zum Teil Vertriebene aus Ostpolen. Die Kohlenförderung wurde 1957 eingestellt, die Brikettproduktion ein Jahr später. 1975–1998 gehörte Zaręba zur Woiwodschaft Jelenia Góra.

## Sehenswürdigkeiten

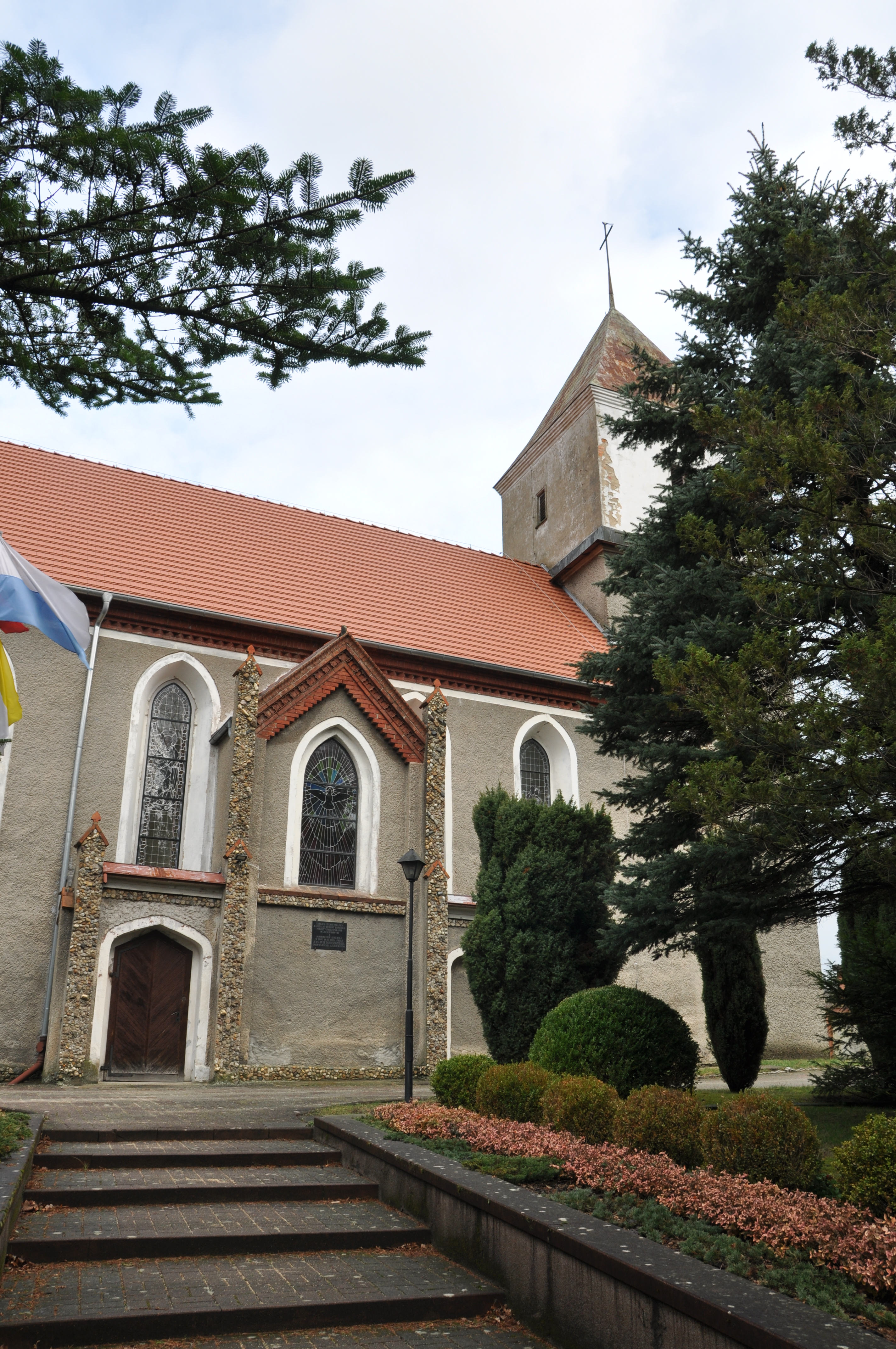
Kirche in Zaręba

- Das Schloss Ober Lichtenau entstand ab 1849 im Stil der Neugotik unter Verwendung älterer Teile eines Vorgängerbaus aus dem 16./17. Jahrhundert.
- Das Schloss Nieder Lichtenau entstand um 1550 im Stil der Renaissance unter den Salza. Nach einem Brand 1673 wurde es 1849 von Hugo von Seifert im Stil der Neorenaissance wiederaufgebaut und um einen Schlosspark erweitert.
- Kirche Mariä Himmelfahrt von 1684

## Persönlichkeiten
- Wilhelm Tschirch (1818–1892), Komponist und Hofkapellmeister in Gera
- Ernst Tschirch (1819–1854), Komponist und Dirigent
- Rudolf Tschirch (1825–1872), Chordirektor an der Krolloper in Berlin